# All of Us Are Dead (webtoon)
All of Us Are Dead (지금 우리 학교는 (romanización revisada, Jigeum Uri Hakgyoneun)) es una serie manhwa surcoreana escrita e ilustrada por Joo Dong-geun. Este webtoon fue lanzado en el portal de internet de Naver WEBTOON del 13 de mayo de 2009 al 2 de noviembre de 2011 con un total de 130 capítulos. Adaptada a la serie de acción en vivo, la historia trata sobre un grupo de estudiantes de secundaria que sobreviven al apocalipsis zombi en su escuela.

## Adaptación
En abril de 2020 se dio a conocer la noticia de la producción de una serie original de Netflix, y el director Lee Jae-gyu sería el encargado de dirigirla.
En julio de 2020, salió un informe oficial en el que se confirmó el casting final de los cinco estudiantes principales que protagonizarán la serie. Ellos son Yoon Chan-young como Lee Cheong-san, Park Ji-hu como Nam On-jo, Cho Yi-hyun como Choi Nam-ra, Lomon como Lee Su-hyeok y Yoo In-soo como Yoon Gwi-nam.